# Kinross
Kinross (gaelico scozzese: Ceann Rois) è una cittadina nell'area consiliare Perth and Kinross, in Scozia. In passato è stata la capitale della contea del Kinross-shire. 
Kinross è una cittadina piuttosto piccola, tuttavia presenta degli edifici di interesse artistico e storico. Uno di questi è la chiesa parrocchiale con annesso cimitero, entrambi situati in un piccolo vicolo con vista sul Loch Leven (lago Leven).
La cittadina era originariamente collegata alle contee di Perthshire, Fife e Clackmannanshire attraverso una ferrovia, tuttavia i collegamenti sono andati via via persi lasciando Kinross relativamente isolata. Recentemente, grazie alla costruzione dell'autostrada M90, Kinross si è espansa.
Una delle principali attrazioni turistiche è costituita dal lago Leven, e dalle gite turistiche organizzate su battelli fino al Castello di Loch Leven. Una diversa attrazione è costituita dall'annuale festival musicale T in the Park, che si tiene nell'ex-campo di aviazione di Balado.
Per quanto riguarda le istituzioni per l'istruzione, considerato il piccolo numero di abitanti di Kinross (circa 4.000-5.000), vi è una sola scuola superiore, la Kinross High School, sebbene siano presenti anche scuole private quali la Dollar Academy.
Grazie alla sua posizione, Kinross è in grado di offrire agli appassionati diverse possibilità di sport ed attività all'aria aperta, in special modo per quanto riguarda escursioni e ciclismo, per la presenza di una recente pista di 12.5km, il Loch Leven Trail, che fiancheggia le rive del lago Leven. Per promuovere le attività sportive, è stato costruito anche un centro sportivo chiamato Loch Leven Leisure.
La cittadina di Kinross ha una propria squadra amatoriale di calcio, ovvero il Kinross AFC, che compete nella Kingdom Caledonian Football League.

## Amministrazione

### Gemellaggi
- Gacé, Francia